# 范緋
范緋（越南语：／，？年—？年），越南阮朝將領。

## 生平
范緋是廣平省廣寧府麗水縣（今屬廣平省）人，明命初，任錦衣衛隊長，後因功升至輕騎副衛尉。明命十四年（1833年），暹羅進攻甘露九州，范緋與衛尉黎文瑞奉命率兵剿滅暹羅軍隊，先後在巴欄州三戰三捷，生擒暹羅將領曼確坤羅，暹羅軍隊因此撤退。范緋憑藉此功升為北寧副領兵。明命帝以黎文瑞、范緋在甘露之戰中率偏師生擒敵軍大將，特封黎文瑞為通剛男，封范緋為羅風男。此後范緋轉戰北圻各地，又改任清化領兵，晉升掌衛。紹治三年（1843年），范緋奉詔來京，掌管雄銳營。嗣德初，范緋因年近七十歲致事。